# Sabine Bitter
Sabine Bitter (* 1960 in Aigen, Oberösterreich) ist eine österreichische Fotografin und bildende Künstlerin.

## Leben und Wirken
Sabine Bitter studierte an der Hochschule für künstlerische und industrielle Gestaltung in Linz. Ein Diplom erhielt sie 1987 als Magister / Magistra Artium (Master of Fine Arts) in der Meisterklasse „Visuelle Gestaltung“ bei Laurids Ortner (HausRucker co). Von 1987 bis 1994 erfolgten nationale und internationale Ausstellungen im Medium der künstlerischen Fotografie. Seit 1994 besteht eine Zusammenarbeit mit Helmut Weber. In ihren Recherche-orientierten Projekten arbeiten sie zu urbanen Geografien, architektonischen Repräsentationen und damit einhergehenden visuellen Politiken. 2004 gründeten sie mit Jeff Derksen das Forschungskollektiv Urban Subjects. Sabine Bitter ist seit 2018 als Full Professor, School for the Contemporary Arts, an der Simon Fraser University (SFU), Vancouver, Kanada tätig. Sabine Bitter lebt und arbeitet in Wien und Vancouver.

## Auszeichnungen, Stipendien, Forschungsprojekte
Ihre Tätigkeit wurde durch zahlreiche Forschungs- und Auslandsstipendien und Preise, unter anderem 1992 Römerquelle Wettbewerb 1. Preis Fotografie, 1994–1995 P.S.1 Studio Program, New York City, gefördert. 2004 wurde ihr der Landeskulturpreis für Künstlerische Fotografie, Land Oberösterreich, zugesprochen.

### Gemeinsam mit Helmut Weber (Auswahl)
- 1998 Artists Residency, Banff Centre for the Arts, Banff, Canada
- 2003 CARACASCASE, and the culture of the informal city, Residenz- und Forschungsprojekt Deutsche Kulturstiftung des Bundes und CaracasThinkTank, Venezuela
- 2004 Studio Grant Chicago, Auslandsstipendium des Bundesministeriums für Unterricht, Kunst und Kultur, Österreich
- 2005 MAK-Schindler-StipendiatInnen-Programm in Los Angeles
- 2005 Würdigungspreis für künstlerische Fotografie (Österreichische Kunstpreis für Künstlerische Fotografie)[1]
- 2015 Landeskulturpreis Oberösterreich für Interdisziplinäre Kunstformen
- 2015 Auslandsstipendium Fotografie, New York, Bundeskanzleramt Österreich
- 2017–2020 Urban Subjects: „Architektur der Ökonomie“, Kooperationspartner im Forschungsprojekt „Curating the Urban“, Programme for Arts-based Research, PEEK[2]
- 2019 Preis der Stadt Wien für Bildende Kunst[3]
- 2019 “Performing Archives of Learning”, Canada Council Research Creation Grant, Canada
- 2019–2021 “Performing Spaces of Radical Pedagogies” künstlerisches Forschungsprojekt, Social Sciences and Humanities Research Council, Canada
- 2019–2021 "Educational Modernism: architectures and spaces of knowledge”, Forschungsstipendium Bundeskanzleramt, Österreich

## Ausstellungen

### Einzelausstellungen (Auswahl)
- 1989 „An die Wand“ Galerie New Langton Arts, San Francisco
- 1991 Galerie Fotohof, Salzburg, Österreich
- 1991 “no name arch.”, Galerie Faber, Wien, Österreich
- 1992 “An die Wand III”, Forum Stadtpark, Graz, Österreich
- 1992 “Der Richtung nach”, Galerie Insam, Wien, Österreich

### Ausstellungen Bitter/Weber (Auswahl)
- 1995 “On Condition”, Clocktower Gallery, New York City
- 2000 “CITYalias/constructing sites”, De Paviljoens, Almere, Niederlande
- 2005 „Live Like This!“, Camera Austria, Kunsthaus Graz, Österreich[4]
- 2009 "Bitter/Weber: Right, to the City” Landesgalerie Linz, Österreich[5]
- 2012 “A Sign for the City”, public art project, Vancouver, Canada
- 2013 “Front, Field, Line, Plane – Researching the Militant Image”, Kunstraum der Leuphana Universität Lüneburg, Deutschland[6]
- 2015 “The Templeton Five Affair, March 1967”, Teck Gallery, SFU Harbour Centre, Vancouver, Canada
- 2016 „Trophäen ihrer Exzellenz“, SCHAURAUM Angewandte, quartier21, MuseumsQuartier, Wien, Österreich[7]
- 2018 „Werkschau XXIII, Sabine Bitter & Helmut Weber“, Fotogalerie Wien, Österreich[8]
- 2019 “Making Ruins”, Republic Gallery, Vancouver, Canada[9]
- 2021 Bitter/Weber, SAAG, Southern Alberta Art Gallery, Lethbridge, Canada

### Gemeinschaftsausstellungen (Auswahl)
- 1994 Phototriennale, Art Museum Oulu, Oulu, Finnland
- 1994–1999 “Kunst & Bau”, Ok, Zentrum für Gegenwartskunst, Linz, Österreich
- 1995 “LOTproject: Artistic Field Work”, webproject @art gallery, University Urbana Champaign, Illinois
- 1996 “Radikale Bilder”, Neue Galerie Graz, Österreich[10]
- 1997 “Biennale Photographie & Arts Visuels”, Liege, Belgien
- 1997 “Transversions”, 2. Biennale Johannesburg, South Africa
- 1998 “Close Echoes”, Kunsthalle Krems, Galerie der Stadt Prag
- 2000 “Chile:Austria”, Museo des Belles Artes, Santiago, Chile
- 2001 “ARCHILAB Orleans 2001”, Orleans, Frankreich[11]
- 2002 “RETHINKING PHOTOGRAPHY”, Forum Stadtpark, Graz, Österreich[12]
- 2003 “CaracasCase”, Sala Mendoza, Caracas, Venezuela
- 2004 “Formats”, Galeria Noua, Bukarest, Rumänien
- 2005 “SIMULTAN”, Museum der Moderne Salzburg[13]
- 2006 “Urbi & Orbi” Biennale de la Photographie Sedan, Sedan, Frankreich[14]
- 2007 “21 Positions”, Austrian Cultural Forum, New York
- 2008 “ISLANDS+GHETTOS”, Heidelberger Kunstverein, Heidelberg, Deutschland[15]
- 2009 „Common History and Its Private Storie“, MUSA, Museum auf Abruf, Wien, Österreich[16]
- 2010 “Gazes on Photo and Video Art from Austria, Psychoanalysis”, Tokyo Wonder Site Shibuya, Tokyo; Contemporary Art Museum, Kumamoto, Japan[17]
- 2011 “ENVISIONING BUILDINGS, Reflecting Architecture in Contemporary Art Photography”, MAK, Museum für Angewandte Kunst, Wien, Österreich[18]
- 2011 “the Urban Cultures of Global Prayers”, Neue Gesellschaft für Bildende Kunst | NGBK, Berlin[19]
- 2012 “TIME, PLACE, AND THE CAMERA: PHOTOGRAPHS AT WORK | Gjon Mili”, Kosova Art Gallery, Prishtina, Kosovo[20]
- 2012 “Our Haus”, Austrian Cultural Forum New York’s ten year anniversary exhibition, Austrian Cultural Forum New York[21]
- 2013 “Tensta Museum: Reports from New Sweden”, Tensta Konsthall, Stockholm, Schweden[22]
- 2014 „Archives, Re-Assemblances and Surveys“, On Austrian Contemporary Photography, Gallery, Zagreb, Kroatien
- 2015 “New Conjunctions and Intersections”, The United Nations Headquarters, New York
- 2015 “Vienna for Art’s Sake”, Belvedere, Winter Palace, Wien, Österreich
- 2016 “What is left?”, frei_raum Q21 MuseumsQuartier, Wien, Österreich[23]
- 2017 “THE VIENNA MODEL. Housing for the 21st Century City”, Museum of Vancouver, Vancouver[24]
- 2018 “Camera Austria International”, Museum Moderner Kunst, Salzburg, Österreich[25]
- 2018 “Fleeting Territories, Mapping Malta”, Valletta 2018, European Capital of Culture, St Elmo Examinations Center, Valletta, Malta[26]
- 2019 “On Spatializing Urban Conditions”, with Urban Subjects, halfway, Wien, Österreich[27]
- 2019 “Contentious Objects/Ashamed Subjects”, with Urban Subjects, Politecnico di Milano, Italien
- 2021 “Bildungsschock”, HKW, Haus der Kulturen der Welt, Berlin[28]

## Publikationen, Werkkataloge (Auswahl)
- 1992 Sabine Bitter: An die Wand, Edition Camera Austria, Graz, ISBN 3-900508-09-7.
- 1992 Sabine Bitter: Der Richtung nach, Galerie Grita Insam, Wien
- 2004 Made in Venezuela, Notizen zur »Bolivarianischen Revolution«, Raul Zelik / Sabine Bitter / Helmut Weber, Assoziation A - Büro Hamburg ISBN 3-935936-28-1
- 2005 BitterWeber: Live Like This!, Camera Austria, Graz, ISBN 3-900508-58-5.
- 2005 “Caracas, Hecho en Venezuela”, Sabine Bitter / Helmut Weber, Revolver Verlag, Frankfurt ISBN 3-86588-146-7
- 2009 Sabine Bitter & Helmut Weber: Autogestion, or Henri Lefebvre in New Belgrade, Eds. Urban Subjects, Sternberg Press, Berlin & Fillip, Vancouver ISBN 978-1-933128-77-1
- 2009 Sabine Bitter & Helmut Weber: Right, to the city, Edition Fotohof, Salzburg ISBN 978-3-902675-32-3
- 2011 Momentarily: Learning from Mega-events. Edited by Urban Subjects, Alissa-Firth-Eagland, and Bik Van der Pol. Vancouver: Western Front
- 2015 The Militant Image Reader, edited by Urban Subjects and Camera Austria, Graz. Edition Camera Austria, Graz ISBN 978-3-902911-15-5
- 2016 Sabine Bitter & Helmut Weber: Front, Field, Line, Plane. Researching the Militant Image. Adocs, Hamburg ISBN 978-3-943253-10-8
- 2017 Sincerity, edited by Urban Subjects, Camera Austria International, Issue 139. Graz, Austria
- 2018 Werkschau XXIII: Sabine Bitter und Helmut Weber, Fotogalerie Wien ISBN 978-3-902725-45-5